# Hadeholm

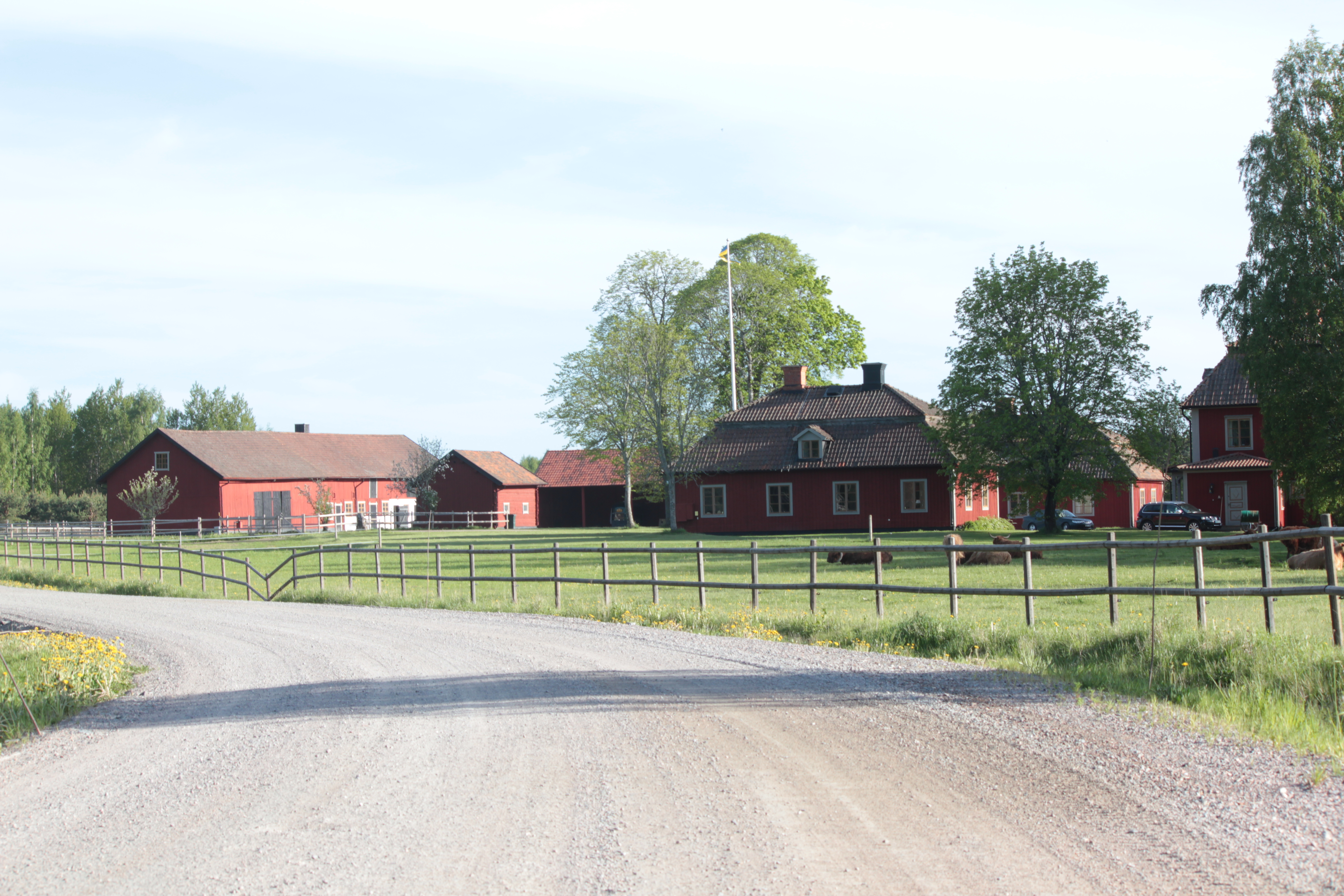
Hadeholm

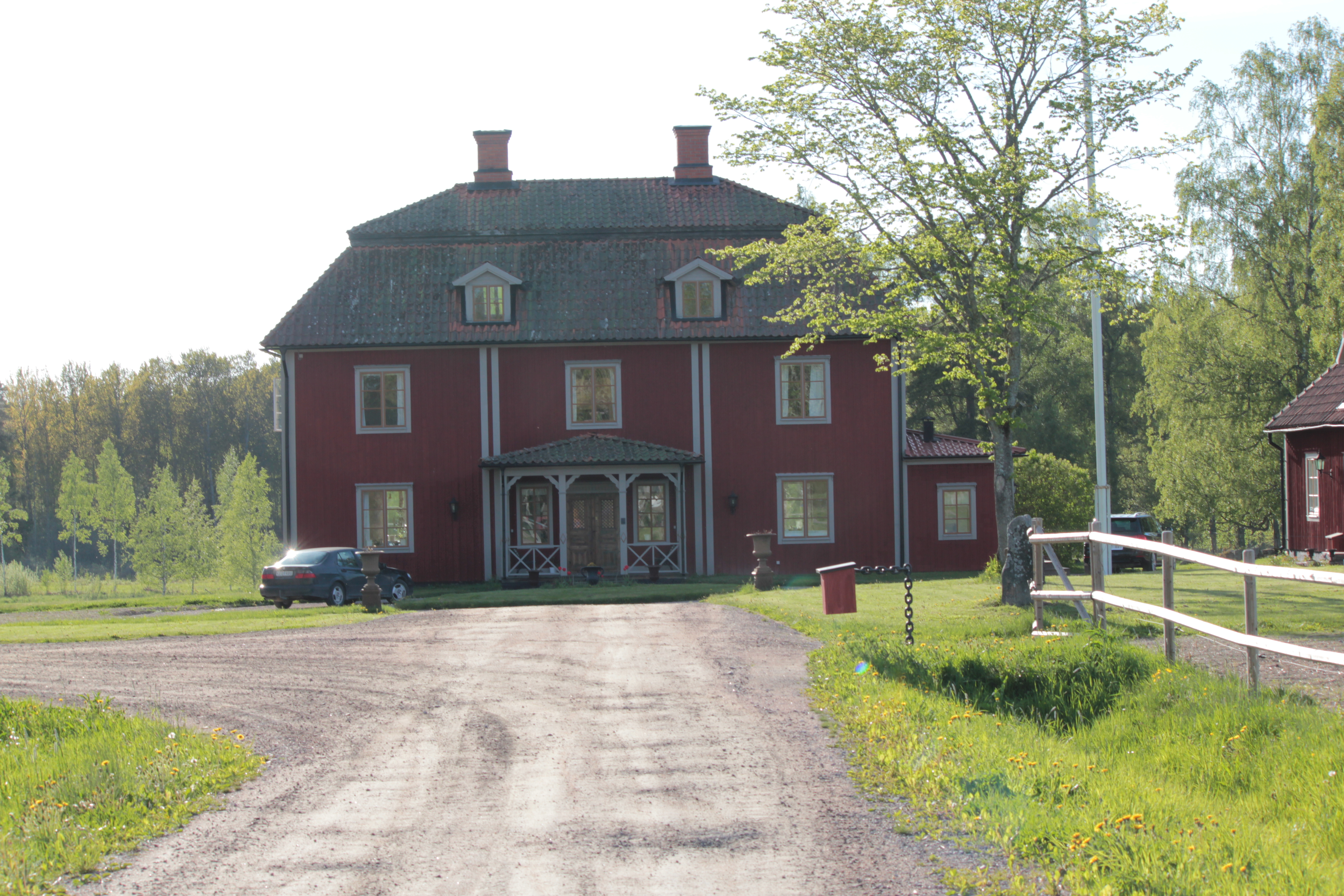
Huvudbyggnaden

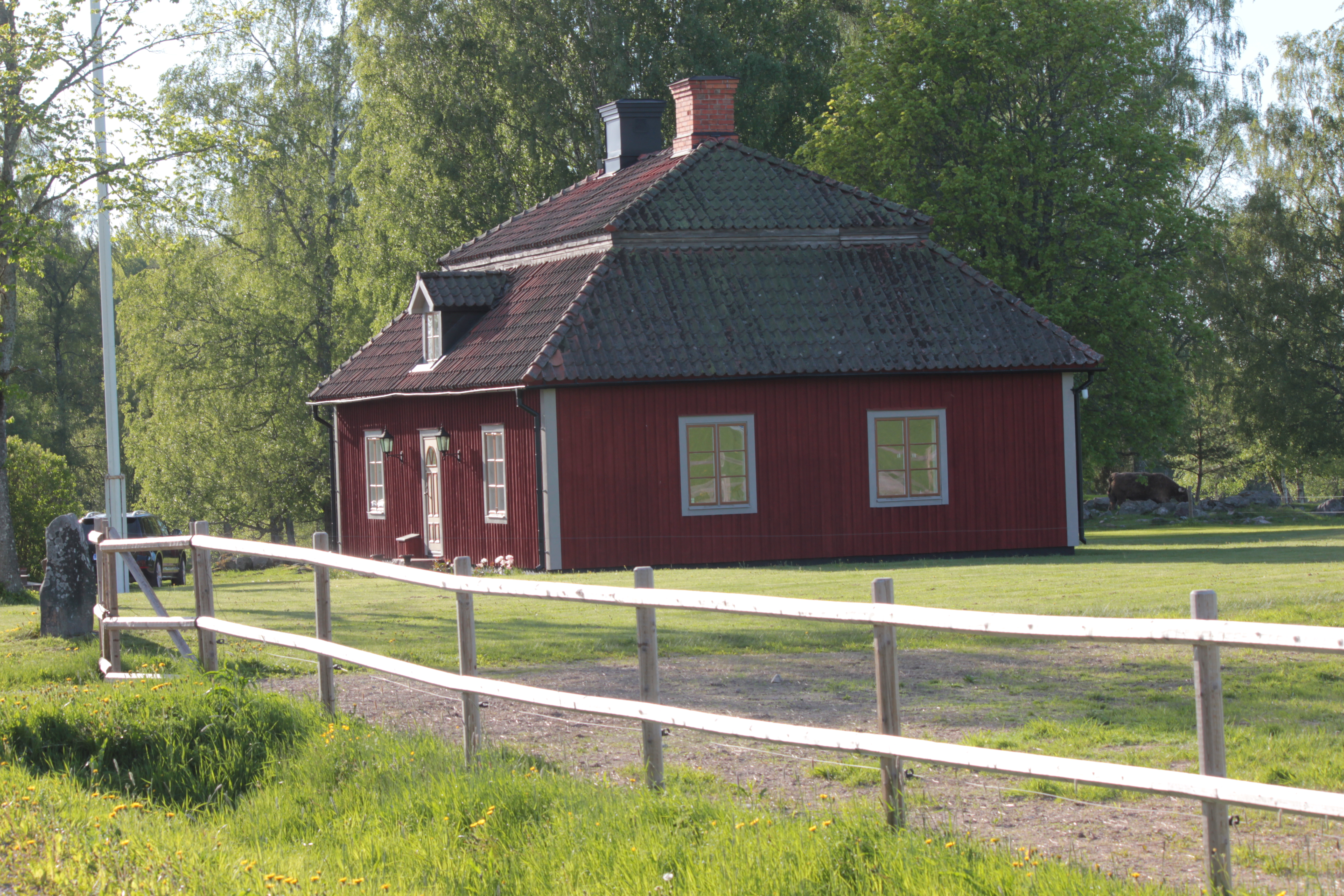
Flygel

Hadeholm är en karolinergård som lokalt påstås ha varit en av drottning Kristinas många "jaktslott". Drottningen skänkte bland annat en ö, Gävan, till Hedesundabönderna mot arbeten på slottet i Stockholm. Hadeholm finns vid Dalälven i Hedesunda socken, Gävle kommun. Herrgården är numera privatägd. 

## Äldre historia
Runstenen Gs 6 i Hade är den äldsta skriftliga källan. Runristaren Öpir anses ha ristat den. Hade finns omnämnt i andra tidiga skriftliga källor år 1350, 1401 och 1424. Några av dem som bodde och ägde Hade under 13- och 1400-talet var Petrus Olaui, Rikvid, Jakob Larsson och Sevast Svensson. 
År 1350 gav kyrkoherden Peter Olofsson i Östervåla, (Valum), bland annat bort sitt "Hedhaholm", det vill säga Hadeholm, samt grannbyarna intill Dalälven; Sälja, Nora socken och Mälby, Nora socken med testamente till Uppsala domkyrka. Ytterligare en viktig grannby till ovanstående byar är Bro, Nora socken i norra Uppland som också haft förbindelser över länsgränsen.

## 1500-talet–1600-talet
Under 1500-talet var Hade Gård bostad för Gustav Vasas män under den återupptagna silverbrytning åren 1549–1552. 
En av tre skattebönder som fick flytta under dessa år var Peder Andersson fick överta Kungsgården, Sandviken,(Ovansjö församling). Hade Gård hade då skattat 548 osmundar järnskatt.  År 1602 fick två bönder flytta från Testebo respektive Backa i Valbo till Hade när Gävle stad behövde mer mark för sin expansion. Bönderna hette Olov Jonsson och Olov Larsson. Olof Jonssons son Olov Olofsson var drottning Kristinas personlige skräddare och senare hovman. Olov Olofsson adlades Stiernhöök av drottningen han fick också en stor donation om totalt 24 hemman av henne. Det var främst gårdar i byar i Österfärnebo socken. Stiernhöök uppförde i mitten på 1600-talet ett hus med säteritak i en våning i Hade. 
Efter Stiernhöök tog Anders Larsson Höök född i Vendel 1637 och Anna Mackeij över Hadeholm. De startade dessutom Gysinge bruk. Anders hade en bror Per Larsson Höök adlad Gyllenhöök som var jaktkamrat med Karl XI. Anna Mackeijs far, patron Isac Mackey ägde under några år bruken Gästrike Hammarby och Gammelstilla.  Familjen bodde kvar på Hadehom som byggdes ut med två flyglar efter 1686. Dottern Eva Höök gift med Henrik Insen (senare adlad Insenstierna) tog därefter över Hadeholm och drev Gysinge Bruk vidare. 

## 1700-talet–1900-talet
Efter Henrik Insenstiernas död, 1701, gifte Eva Höök om sig med Carl Broman 1702, som bland annat var lagman i Norrland. De ägde Hade, Gysinge och halva Söderfors bruk. Efter Eva Hööks död 1742 övertog Israel Broman ägandet, men sålde Gysinge och Söderfors år 1748. 
År 1751 ärvde Fredrik Ulrik Insenstierna såväl Gysinge som Hadeholm och bosatte sig i Hadeholm, vars tak under den perioden höjdes med två stockvarv. Insenstierna var hovmarskalk och landshövding i Västmanlands län och övertog även Aspnäs gård i Östervåla. Han utökade driften i Gysinge och leveranserna av blandmalm från Hade gruvor. Han var först gift med kusinen Ulrika Feif och därefter omgift med Sofia Charlott Kjerrman och ägde Gysinge och Hadeholm till 1768. 
Hade ägdes därefter av bland andra Johan Didrik Duwall, Gustaf och Christina Wittfoth, dottern Hedvig Chatarina Wittfoth och Anders Barchaeus d y och arvingar som även ägde bruken Fagersta och Gammelstilla. År 1799 köpte Jean Henric Bedoire Gysinge och Hadeholm för 200.000 riksdaler banco. År 1811 övertogs godset av sonen Jean Hindrik Bedoire med fru Chatarina Henrietta Littorin och släktingar. 
Från 1820 ägdes Gysinge och Hadeholm av Michael Benedicks och hans son Gustaf Samuel Benedicks, och därefter av Gustafs bror och riksdagsman Bernhard Benedicks. Därefter tog Bernhards son Gustaf Benedicks över Gysinge och Hadeholm 1878 tills Gysinge såldes åt Stora Kopparbergs Bergslags AB. Korsnäs AB tog över Hadeholm och kringliggande skog. Hadeholms Gård styckades av år 1973 så att husen såldes medan skogen och jorden blev kvar hos Korsnäs.       
Andra skriftliga källor mm anges under Hade vid Dalälven som avser trakten Hade och som finns vid stranden av Dalälvens fjärdområden; Hedesundafjärdarna. Rakt västerut finns Gysinge Bruk som alltså under långa tider haft samma ägare som Hadeholm. Hade har sina anor belagda från tiden strax efter Kristi födelse, det vill säga romerska järnåldern och folkvandringstiden.